# مزوفاز
در شیمی و فیزیک شیمی، یک مرحله از ماده بینگیر و مایع است. ژلاتین یک مثال رایج از یک ساختار جزوی مرتب در یک ميزوفاز است. علاوه بر این، ساختار های بیولوژیکی مانند دو لایه لیپید غشای سلول ها نمونه هایی از مزوفاز هستند. آيون های متحرک در ميزوفازها یا به صورت جهت گیری یا چرخش ناآرامی هستند در حالی که مراکز آنها در مکان های مرتب در ساختار کریستال واقع شده است. میزوفاز هایی که دارای نظم موقعیت طولانی مدت هستند اما هیچ نظم جهت گیری ندارند کریستال مایع پلاستیکی هستند، در حالی که آنهایی که دارای نظم جهت گیری طولانی مدت هستند ولی فقط نظم موقعیت جزئی یا بدون ترتیب موقعیت هستند کریستالهای مایع هستند.  

مزوفازهای بین جامد و مایع

ژرژ فریدل (1922) در ارزیابی علمی خود از مشاهدات به اصطلاح بلورهای مایع ، توجه را به "حالت های مزومورفیک ماده"  جلب کرد. به طور معمول یک کریستال جامد است و کریستالیزاسیون مایع را به جامد تبدیل می کند. اکسی مورون کریستال مایع از طریق مفهوم مزوفازها حل می شود. مشاهدات حاکی از وجود یک محور نوری در موادی بود که ذوب شده بودند و شروع به جاری شدن کرده بودند. اصطلاح کریستال مایع به عنوان یک زبان محاوره ای باقی می ماند، اما استفاده از این اصطلاح در سال 1993 مورد انتقاد قرار گرفت: در فیزیک کریستال های مایع  مزوفازها از ابتدا معرفی شده اند:
... برخی از مواد آلی یک انتقال واحد از جامد به مایع را نشان نمی دهند، بلکه آبشاری از انتقال شامل فازهای جدید را نشان می دهند. خواص مکانیکی و خواص تقارن این فازها بین خواص یک مایع و خواص یک بلور است. به همین دلیل اغلب آنها را کریستال مایع می نامند. نام مناسب تر «فازهای مزومورفیک» است ( مزومورفیک : شکل میانی)  : page one 
علاوه بر این، "طبقه بندی مزوفازها (برای اولین بار به وضوح توسط G. Friedel در سال 1922 ارائه شد) اساساً بر اساس تقارن است."  : 10 
در فناوری، مولکول‌هایی که در آن‌ها محور نوری در طول یک مزوفاز دستکاری می‌شود، به محصولات تجاری تبدیل شده‌اند، زیرا می‌توان از آنها برای تولید دستگاه‌های نمایشگر ، معروف به نمایشگرهای کریستال مایع (LCD) استفاده کرد. حساسیت محور نوری، که کارگردان نامیده می شود، به یک میدان الکتریکی یا مغناطیسی، پتانسیل یک سوئیچ نوری را ایجاد می کند که نور را پنهان می کند یا به آن اجازه عبور می دهد.
جامدی را در نظر بگیرید که از یک گونه مولکولی تشکیل شده و در معرض ذوب شدن است. در نهایت به حالت ایزوتروپیک تبدیل می شود که به طور کلاسیک به عنوان مایع شناخته می شود. مزوفازها قبل از آن زمانی اتفاق می‌افتند که یک حالت میانی از نظم همچنان مانند فازهای نماتیک ، اسمکتیک و ستونی بلورهای مایع حفظ می‌شود. بنابراین مزوفازها ناهمسانگردی را نشان می دهند. دستگاه های LCD به عنوان یک سوئیچ نوری عمل می کنند که توسط یک میدان الکتریکی اعمال شده به مزوژن با دایرکتور خاموش و روشن می شود. پاسخ کارگردان به میدان با پارامترهای ویسکوزیته بیان می شود، همانطور که در نظریه اریکسن-لسلی در مکانیک پیوسته توسط جرالد اریکسن و فرانک متیوز لسلی ایجاد شده است. دستگاه های LCD فقط تا دمای انتقال کار می کنند، زمانی که مزوفاز به فاز مایع همسانگرد در به اصطلاح نقطه پاکسازی تغییر می کند. 
پدیده های مزوفاز در بسیاری از زمینه های علمی مهم هستند. بازوهای انتشاراتی انجمن های حرفه ای در صورت نیاز مجلات دانشگاهی دارند. به عنوان مثال، انجمن شیمی آمریکا دارای هر دو ماکرومولکول و لانگمویر است، در حالی که انجمن سلطنتی شیمی دارای ماده نرم است، و انجمن فیزیک آمریکا دارای بررسی فیزیکی E است، و الزویر دارای پیشرفت هایی در علوم کلوئیدی و رابط است.

## لینک‌های خارجی
- سازمان جهانی ماده نرم
- سیستم های جزئی سفارش داده شده Springer Verlag ISSN 0941-5114.